# عالحد (مسلسل)
عالحد هو مسلسل لبناني من تأليف لبنى حداد ولانا الجندي، ومن إخراج ليال راجحة، عُرض لأول مرة على منصة شاهد في 6 يناير 2022، وانتهى العرض في 23 يناير 2022، ويتكون من 12 حلقة. بطولة سلافة معمار في دور الشخصية الرئيسية، ليلى، وهي امرأة سورية تعيش في بيروت، وتعمل صيدلانية، وتجد نفسها تواجه سلسلة من الحوادث التي تقودها إلى أن تصبح قاتلة متسلسلة. يظهر كل من صباح الجزائري ، رودريغ سليمان، مروة خليل، دوجانا عيسى، مارلين نعمان، علي منيمنة، طارق عبدو، ويارا زخور وغيرهم.

## قصة المسلسل
تدور الأحداث حول امرأة سورية تدعى (ليلى) تعيش في بيروت بعد ثماني سنوات على اختفاء زوجها، حيث تعمل في صيدلية وتعيش حياة بسيطة، لكن تخبئ هذه الحياة أسرارًا ستغير عالمها للأبد.